# Frequenzzuteilung

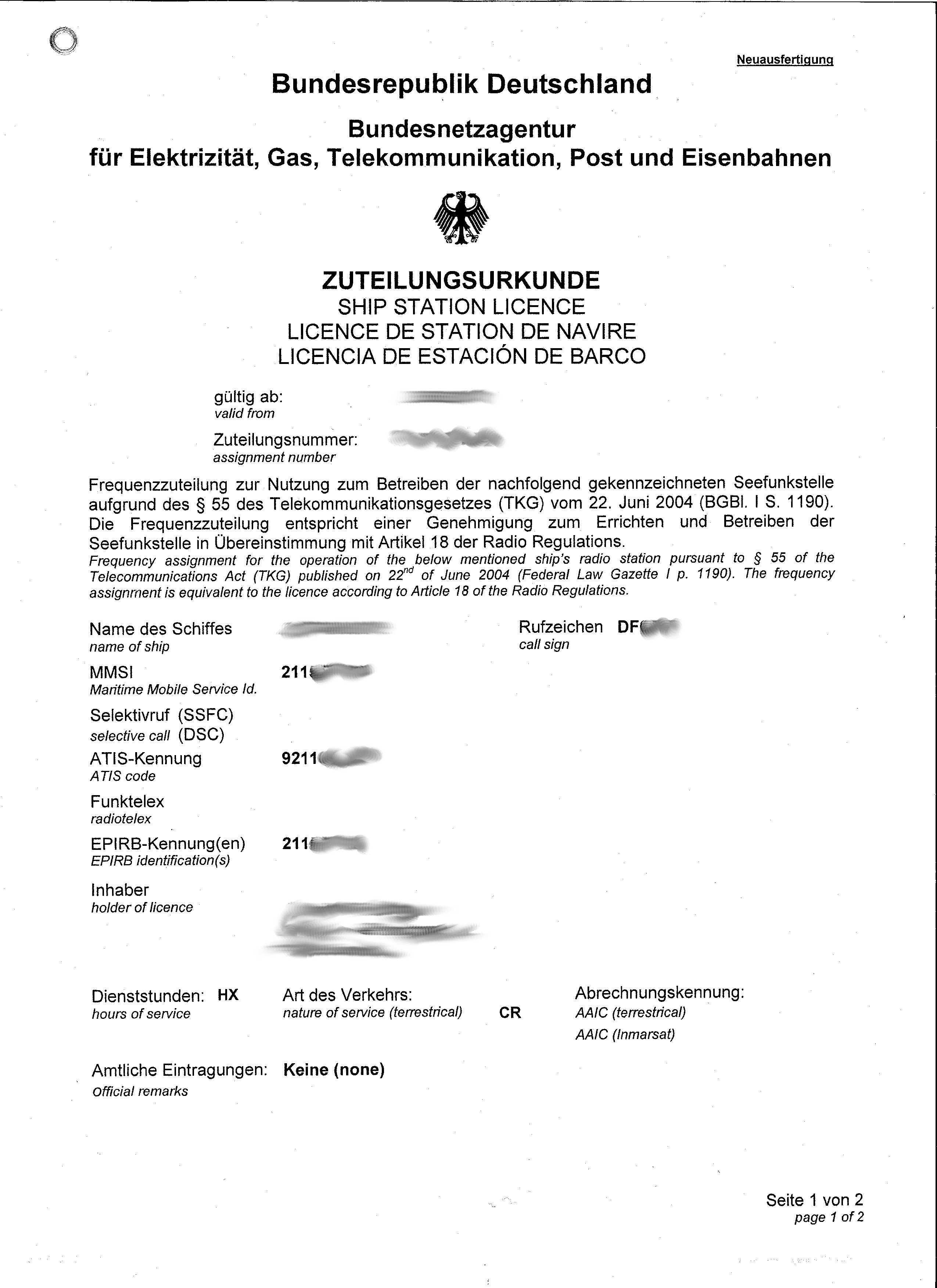
Beispiel einer Frequenzzuteilungsurkunde

Eine Frequenzzuteilung ist – entsprechend Artikel 1.18 der Vollzugsordnung für den Funkdienst (VO Funk) der Internationalen Fernmeldeunion (ITU) – definiert als «Von einer Verwaltung erteilte Genehmigung für eine Funkstelle zur Benutzung einer Funkfrequenz oder eines Frequenzkanals unter genau festgelegten Bedingungen.»

## Deutschland
Eine Frequenzzuteilung ist in Deutschland die behördliche oder durch Rechtsvorschriften erteilte Erlaubnis zur Nutzung bestimmter Frequenzen unter festgelegten Bedingungen (§ 55 TKG). Die hierfür zuständige Behörde ist die Bundesnetzagentur. 
In der Regel werden Frequenzen in Form einer Allgemeinzuteilung von Amts wegen allgemein zugeteilt. Beispiele hierfür sind Frequenznutzungen für Funkmikrofone, schnurlose Telefone (DECT), Mobiltelefone (umgangssprachlich Handys), aber auch für den Binnenschifffahrtsfunk und den mobilen Seefunkdienst. Die Bundesnetzagentur veröffentlicht die Allgemeinzuteilungen in ihrem Amtsblatt und auch im Internet.
Wenn eine Allgemeinzuteilung nicht möglich ist, können Frequenzen im Rahmen einer Einzelzuteilung zur Nutzung zugeteilt werden; dies erfolgt meist aus Gründen einer Koordinierung zur Vermeidung funktechnischer Störungen oder zur Sicherstellung einer effizienten Frequenznutzung. Die Einzelzuteilung wird durch die Frequenzzuteilungsurkunde individuell dokumentiert. Diese Urkunde muss ggf. bei der betreffenden Funkstelle mitgeführt werden.
Nach Maßgabe weiterer Rechtsvorschriften können zum Betreiben einer Funkstelle weitere behördliche Erlaubnisse erforderlich sein, wie z. B. eine EMVU-Bescheinigung (Schutz von Personen und Umwelt). Zu den in § 55 TKG genannten festgelegten Bedingungen gehört in der Regel auch, dass die verwendeten Funkgeräte zugelassen oder ordnungsgemäß in Verkehr gebracht worden sind; letzteres wird durch die CE-Kennzeichnung bescheinigt.
Bei den Allgemein- und Einzelzuteilungen legt die Bundesnetzagentur den Frequenzplan (§ 54 TKG) zu Grunde. Frequenznutzungen des Bundesministeriums der Verteidigung bedürfen gemäß § 57 TKG in den ausschließlich für militärische Nutzungen im Frequenzplan ausgewiesenen Frequenzbereichen keiner Frequenzzuteilung.

## Besondere Begriffe
Für die Frequenzzuteilung wie auch die Frequenzbandzuteilung sind bei der Frequenzverwaltung besondere Begriffe festgelegt:
Die Zugeteilte Frequenz (englisch assigned frequency) ist – entsprechend Artikel 1.148 der Vollzugsordnung für den Funkdienst (VO Funk) der Internationalen Fernmeldeunion (ITU) – definiert als „Mitte des Frequenzbandes, das einer Funkstelle zugeteilt ist“.
Das Zugeteiltes Frequenzband (englisch assigned frequency band) ist – entsprechend Artikel 1.147 der Vollzugsordnung für den Funkdienst (VO Funk) der Internationalen Fernmeldeunion (ITU) – definiert als „Frequenzband, innerhalb dessen die (Funk)Aussendung einer Funkstelle erlaubt ist; die Breite des Frequenzbandes ist gleich der erforderlichen Bandbreite, vermehrt um den doppelten absoluten Wert der Frequenztoleranz. Bei Weltraumfunkstellen umfasst das zugeteilte Frequenzband die doppelte maximale Dopplerverschiebung, die sich in Bezug auf irgendeinen Punkt der Erdoberfläche ergeben kann.“